# Савенко Михайло Михайлович
Савенко Михайло Михайлович — український політик. Голова КПУ (оновленої) (з липня 2000).

## Життєпис
Народився 7 листопада 1949 в м. Пологи, Запорізької області.
Освіту здобував у Запорізькому державному медичному інституті (1969—1973) за спеціальністю лікар-кардіолог. Також відвідував факультет наукового комунізму в Університеті марксизму-ленінізму (1975—1977).
- 1966—1967 — слюсар-складальник, Запорізький моторобудівний завод.
- 1973—1974 — лікар-інтерн, Кропивницької області лікарня.
- 1974—1983 — заступник головного лікаря, Новгородківської центральної районної лікарні Кропивницької області.
- 1983—1985 — завідувач відділення заступник головного лікаря, Пологівська центральна районна лікарня.
- 1985—1994 — головний лікар, 1994—1995 — завідувач кардіологічного відділення, Веселівська центральна районна лікарня Запорізької області.
- 1995—1998 — головний лікар, МП «Віта С», смт Веселе Запорізької області Лікар-кардіолог вищої категорії.

Лікар з організації охорони здоров'я вищої категорії.

## Політична діяльність
В липні 2002 став кандидатом в народні депутати України виборчого округу № 35 у Дніпропетровській області шляхом самовисування. За 0,10 %, 11 з 12 претендентів. На час виборів: тимчасово не працює, член КПУ(о).
04.2002 кандидат в народні депутати України від КПУ(о), № 1 в списку. На час виборів: народний депутат України, член КПУ(о).
Народний депутат України 3 скликликання 03.1998-04.2002 від ПСПУ, № 5 в списку. На час виборів: приватний лікар-терапевт, кардіолог (Запорізька область, смт Веселе), член ПСПУ. Член фракції ПСПУ (05.1998-02.2000), позафракційний (02.-04.2000), член групи «Трудова Україна» (з 04.2000). Член Комітету з питань охорони здоров'я, материнства та дитинства (з 07.1998).

## Сім'я
- Батько Михайло Сергійович (1922—1989) — залізничник, машиніст тепловоза.
- Мати Анастасія Тимофіївна (1927—2001) — головний бухгалтер лісоторгової бази.
- Дружина Ірина Олександрівна (1951) — учитель хімії та біології;.
- Донька Ірина (1972) — учитель хімії та біології; дочка Світлана (1974) — лікар-кардіолог.